# Багер, Йонас
Йонас Валентин Багер (швед. Jonas Valentin Bager; род. 18 июля 1996, Хастен, Центральная Ютландия) — датский футболист, защитник шведского «Гётеборга».

## Клубная карьера
Является воспитанником академии «Раннерса». В марте 2014 года впервые попал в заявку основной команды на матч чемпионата с «Вестшелланном», но на поле не появился. В январе 2015 года отправился вместе с основным составом на сбор в Испанию. Впервые за клуб сыграл 9 июля того же года в матче первого квалификационного раунда Лиги Европы с андорсской «Сан-Жулией». 23 октября подписал с клубом первый контракт, рассчитанный на два года. В ноябре того же года дебютировал в датской Суперлиге, появившись на поле в середине второго тайма встречи с «Норшелланном». В сентябре 2016 года подписал новый контракт с клубом, рассчитанный до 2020 года.
В мае 2019 года перешёл в бельгийский «Юнион», с которым подписал трёхлетний контракт. Первую игру за новую команду провёл во втором дивизионе против «Эксельсиора». В следующем сезона вместе с клубом выиграл Челленджер Про Лигу и вышел в Лигу Жюпиле. 25 июля 2021 года дебютировал за клуб в чемпионате Бельгии во встрече с «Андерлехтом».
13 июля 2022 года перешёл в «Шарлеруа», подписав соглашение на два года с возможностью продления. Через 10 дней провёл первую игру за клуб в матче первого тура с «Эйпеном», появившись на поле на 87-й минуте вместо Стефана Кнежевича.
В июле 2024 года перешёл в шведский «Гётеборг», с которым заключил контракт, рассчитанный на три с половиной года.

## Карьера в сборной
Выступал за юношеские и молодёжные сборные Дании различных возрастов.

## Клубная статистика
| Выступление      | Выступление         | Выступление      | Лига | Лига | Кубки | Кубки | Конт. кубки | Конт. кубки | Разное | Разное | Итого | Итого |
| Клуб             | Лига                | Сезон            | Игры | Голы | Игры  | Голы  | Игры        | Голы        | Игры   | Голы   | Игры  | Голы  |
| ---------------- | ------------------- | ---------------- | ---- | ---- | ----- | ----- | ----------- | ----------- | ------ | ------ | ----- | ----- |
| Раннерс          | Суперлига           | 2015/16          | 3    | 0    | 1     | 0     | 1           | 0           | 0      | 0      | 5     | 0     |
| Раннерс          | Суперлига           | 2016/17          | 25   | 0    | 2     | 0     | 0           | 0           | 0      | 0      | 27    | 0     |
| Раннерс          | Суперлига           | 2017/18          | 23   | 1    | 1     | 0     | 0           | 0           | 1      | 0      | 25    | 1     |
| Раннерс          | Суперлига           | 2018/19          | 35   | 1    | 0     | 0     | 0           | 0           | 0      | 0      | 35    | 1     |
| Раннерс          | Итого               | Итого            | 86   | 2    | 4     | 0     | 1           | 0           | 1      | 0      | 92    | 2     |
| Юнион            | Челленджер Про Лига | 2019/20          | 6    | 0    | 2     | 0     | 0           | 0           | 0      | 0      | 8     | 0     |
| Юнион            | Челленджер Про Лига | 2020/21          | 20   | 2    | 2     | 0     | 0           | 0           | 0      | 0      | 22    | 2     |
| Юнион            | Лига Жюпиле         | 2021/22          | 31   | 0    | 2     | 0     | 0           | 0           | 0      | 0      | 33    | 0     |
| Юнион            | Итого               | Итого            | 57   | 2    | 6     | 0     | 0           | 0           | 0      | 0      | 63    | 2     |
| Шарлеруа         | Лига Жюпиле         | 2022/23          | 23   | 1    | 1     | 0     | 0           | 0           | 0      | 0      | 24    | 1     |
| Шарлеруа         | Лига Жюпиле         | 2023/24          | 23   | 0    | 2     | 0     | 0           | 0           | 0      | 0      | 25    | 0     |
| Шарлеруа         | Итого               | Итого            | 46   | 1    | 3     | 0     | 0           | 0           | 0      | 0      | 49    | 1     |
| Всего за карьеру | Всего за карьеру    | Всего за карьеру | 189  | 5    | 13    | 0     | 1           | 0           | 1      | 0      | 204   | 5     |